# Union Pass
O Union Pass (em português:Passo da União) é um passo de montanha na Cordilheira Wind River, nas Montanhas Rochosas, no estado do Wyoming, Estados Unidos. Ficam sobre a chamada Continental Divide, entre a cordilheira Gros Ventre e a Wind River, no condado de Fremont. Este passo foi historicamente usado pelos ameríndios e pelos montanheiros, incluindo a Expedição Astor em 1811 no sentido leste-oeste. Na viagem de regresso, temendo atividade hostil dos ameríndios perto de Union Pass, os membros da Expedição Astor procuraram outro caminho e descobriram o South Pass.
O nome deste passo foi-lhe dado pelo capitão do exército William F. Raynolds, líder da Expedição Raynolds em 1860.